# Diaporthe citri
Diaporthe citri é um fungo ascomiceta da ordem Diaporthales que constiui um importante agente fitopatológico responsável pela doença da lágrima nas laranjeiras e outros citrinos.